# Мртвачки сандук
Мртвачки сандук је сандук у који се смешта леш за сврхе инхумације или кремације.
Први примери дрвених сандука пронађени су око 5000 година п. н. е. у Шенсију, а постоје и они који су нађени у Шандунг и припадају Давенкоу култури.